# Ahmed Harbi
Ahmed Harbi Mahajna (16 de julho de 1986) é um futebolista profissional palestino que atua como defensor.

## Carreira
Ahmed Harbi representou a Seleção Palestina de Futebol na Copa da Ásia de 2015.